# Gotthard Bülau
Gotthard Bülau (* 27. Februar 1835 in Hamburg; † 20. Oktober 1900 ebenda) war ein deutscher Internist.

## Werdegang

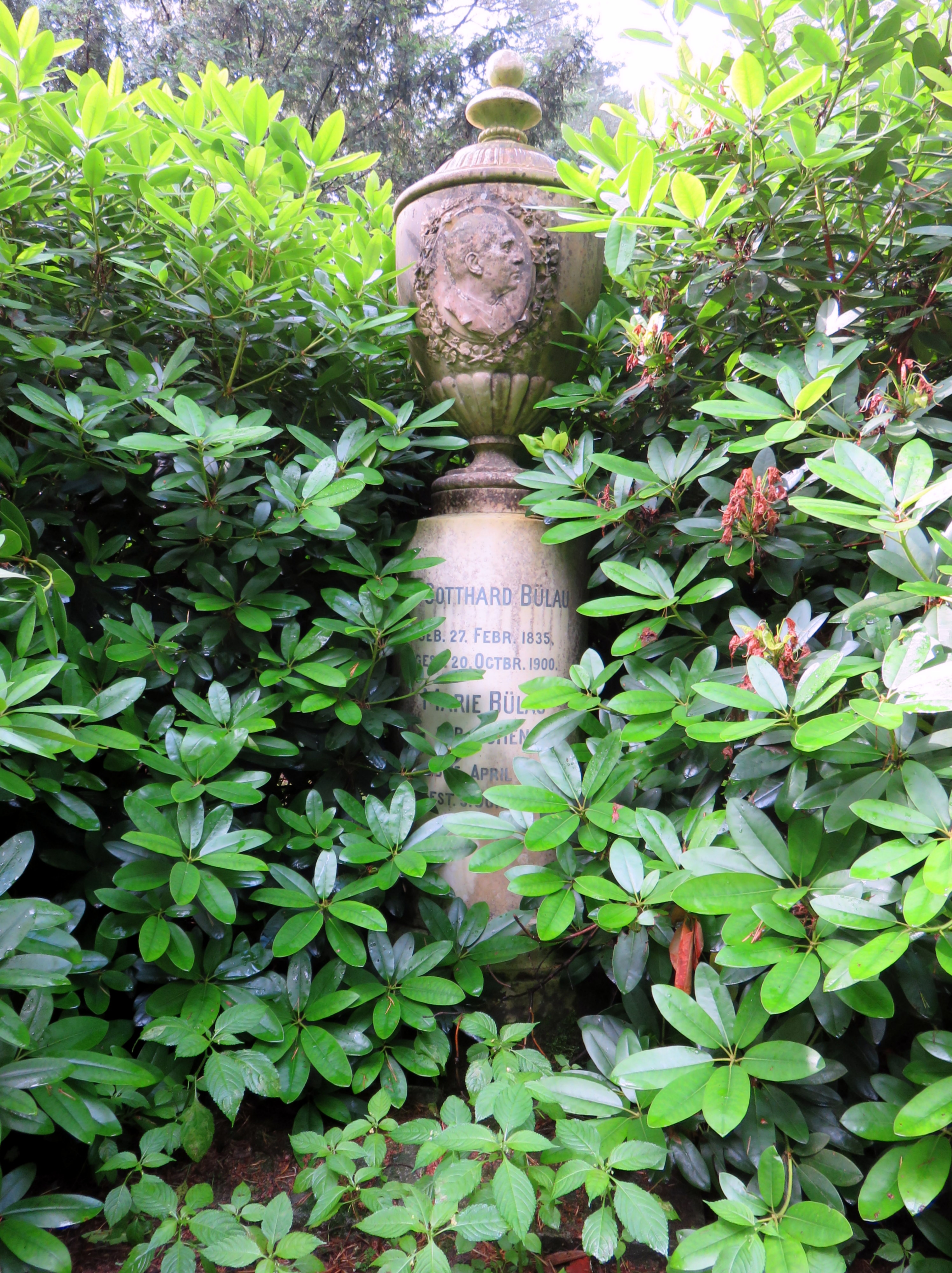
Grabmal Gotthard Bülau auf dem Friedhof Ohlsdorf

Gotthard Bülau war Sohn des Arztes Gustav Bülau (1799–1857). Ab 1854 studierte er in Heidelberg und Göttingen, wo er 1858 seine Doktorarbeit abschloss. Im Herbst 1858 wurde er für drei Jahre Assistenzarzt am Allgemeinen Krankenhaus St. Georg in Hamburg. Anfang 1867 vertrat er den erkrankten Georg Karl Franz Tuengel (1816–1873), dessen Nachfolger er 1869 als Chefarzt einer der vier neu eingerichteten Inneren Abteilungen wurde. 1886 gab er diese Stellung auf, da er mit seiner Privatpraxis ausgelastet war. Sein Nachfolger im Krankenhaus wurde Karl Eisenlohr.

## Leistungen
Die Beschreibung der Thoraxdrainage bei Empyem der Pleurahöhle, welche Bülau 1875 erstmals in Hamburg durchführte, war bahnbrechend – dieser Eingriff ist daher nach ihm benannt als Bülau-Drainage.